# 内斯比战役
内斯比战役于1645年6月14日在第一次英国内战期间在北安普敦郡的内斯比村附近发生。在此战中，由托马斯·费尔法克斯爵士和奥利弗·克伦威尔指挥的圓顱黨（议会党）新模范军彻底摧毁了查理一世和鲁珀特亲王领导下的骑士党（保王党）军队。此战的失败摧毁了骑士党取胜的最后希望，尽管查尔斯直到1646年5月才最终投降。
1645年的战争于4月开始，当时新组建的新模范军向西进军以支援汤顿，随后被命令撤退以围攻骑士党的战时首都牛津。5月31日，骑士党袭击了莱斯特，费尔法克斯奉命放弃围城并与他们交战。尽管寡不敌众，查理一世还是决定与新模范军交战。经过几个小时的战斗，查理的部队被摧毁。骑士党的伤亡超过1,000人，其中4,500多名士兵被俘并在伦敦街头游行；从此骑士党再也没能组建出一支成规模的军队。
此役后，骑士党还失去了所有的大炮和物资，以及查理一世的个人行李和私人文件。他的私人文件暴露了他试图将爱尔兰天主教联盟和外国雇佣军带入战争的企图。这些都发表在一本名为《国王的内阁解读》的小册子中，这本册子的出版对圓顱黨的崛起起到了极大的推动作用。

## 背景
1644年7月，一支圓顱黨的部队在托马斯·费尔法克斯和奥利弗·克伦威尔的指挥下通过在马斯顿荒原的胜利控制了整个英格兰北部。然而，议会军的胜利首先被9月在洛斯特威西尔战役中的失败所抵消，然后在10月的第二次纽伯里战役中由于指挥官缺乏决定性而再一次失败。参与第二次纽伯里战役的两位指挥官，埃塞克斯伯爵和曼彻斯特伯爵，被议会的许多人指控为缺乏决断力，指控两人的人有温和派的威廉·沃勒以及极端派的克伦威尔。
12月，亨利·范恩爵士推出了自抑法，要求任何军官都需要从议会辞职。作为上议院议员，曼彻斯特和埃塞克斯被自动罢免，因为与议员不同，他们不能辞去职务，但如果“议会批准”，他们可以重新被任命。该法案还导致了新模范军的建立，这是一支集中化的专业部队。温和派代表费尔法克斯和菲利普·斯基彭分别被任命为该军队的总司令和步兵团长；克伦威尔虽然仍是一名国会议员，但被授予了骑兵为期三个月的“临时”指挥权，这项指挥权实际上一直属于他。 
1645年初，骑士党最高统帅部在战略上存在分歧。鲁珀特王子，新一任高级指挥官，想与他的兄弟莫里斯王子在切斯特会师，并重新夺回英格兰北部，因为这是新兵和补给的主要来源。以迪格比勋爵为首的一个派系认为新模范军对他们在牛津的总部构成威胁，而第三个派别则倾向于巩固对西部地区的控制。4月30日，费尔法克斯向西进军，与戈林勋爵率领的3,000名骑兵一起围攻汤顿。而查理一世和鲁珀特王子率领的8,600名骑士党主力野战军则向北移动。 
由于担心来自骑士党的威胁，议会的两国委员会命令费尔法克斯改变他的计划并围攻牛津。虽然费尔法克斯的攻势没有取得什么进展，但到了5月底，牛津的粮食已经出现了短缺。为了缓解牛津的压力，骑士党于5月31日袭击了议会控制的莱斯特，据称杀死了700多名士兵和平民。圆颅党对此感到震惊，于是指示费尔法克斯放弃围城，并于6月5日向北进军与骑士党军队交战。与去年夏天被费尔法克斯和克伦威尔击败的鲁珀特王子不同，迪格比和查尔斯对新模范军的战斗力不屑一顾。尽管寡不敌众，但骑士党人仍渴望同议会党决战。
6月12日，当圆颅党的巡逻队与他们在达文特里附近的前哨发生冲突时，骑士党注意到了新模范军的存在。第二天，费尔法克斯得到了克伦威尔的骑兵和爱德华·罗斯特领导的东部协会部队的增援，使他的总兵力达到了14,000人。而在骑士党这边，虽然鲁珀特王子赞成撤退，但迪格比说服查尔斯撤退对士气不利，最终他们决定参加战斗。

## 战斗过程

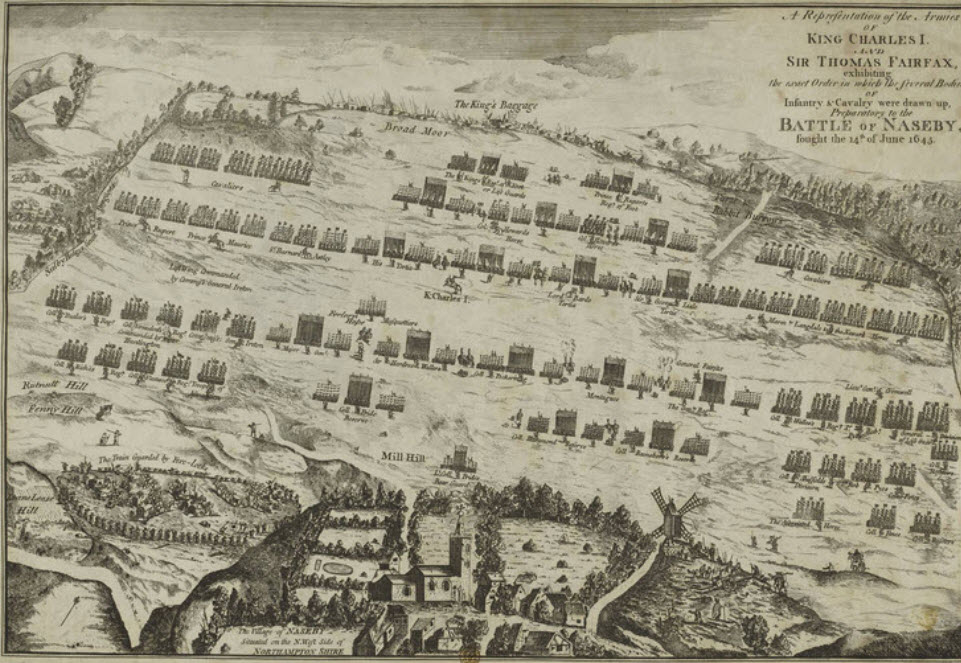
两军部署（骑士党在上）

6月14日的早上有大雾，使两军在最初无法看到对方。骑士党童军长弗朗西斯·鲁斯爵士被派去寻找议会军队，他向南骑行了约4公里，但也许是由于疏忽，鲁斯并没有发现新模范军的踪迹。鲁珀特王子本人向前移动时看到了一些正在撤退的议会骑兵。由于鲁珀特决心占领纳西比山脊，所以他命令骑士党军队向前推进。
费尔法克斯最初考虑占领纳西比山脊的北坡。克伦威尔认为这个阵地过于坚固，一旦被议会军占领，骑士党人不可能会主动发起攻击。据说克伦威尔给费尔法克斯发了一条信息，说：“我恳求你，撤到那边的山上，这可能会激怒敌人向我们冲锋”。费尔法克斯同意了，并把他的军队稍微向后移动。
骑士党军队直到到达纳西比山脊以北一英里多一点的克利斯顿村时才看到费尔法克斯的位置。骑士党显然不可能在行军路线上不受议会骑兵攻击的情况下撤回到原来的位置，因此处于劣势。鲁珀特将军队部署在其右侧，并准备与议会军决战。

### 部署

#### 骑士党
骑士党占据了大约一英里半的防线，他们的右翼由2,000至3,000名骑兵组成，由鲁珀特亲王和他的兄弟莫里斯亲王指挥。战线中心由阿斯特利勋爵指挥，并由乔治·莱尔爵士、亨利·巴德和伯纳德·阿斯特利爵士指挥的三个步兵旅以及由霍华德上校指挥的一个骑兵团提供支援。在左翼是由朗德勒爵士指挥的1,500名北方骑兵“Northern Horse”，这是从马斯顿荒原逃脱的骑兵团的残余。查尔斯自己指挥着一个小型预备队，由他自己的和鲁珀特的步兵团（总共800人）和他的骑兵救助团组成。

#### 圆颅党

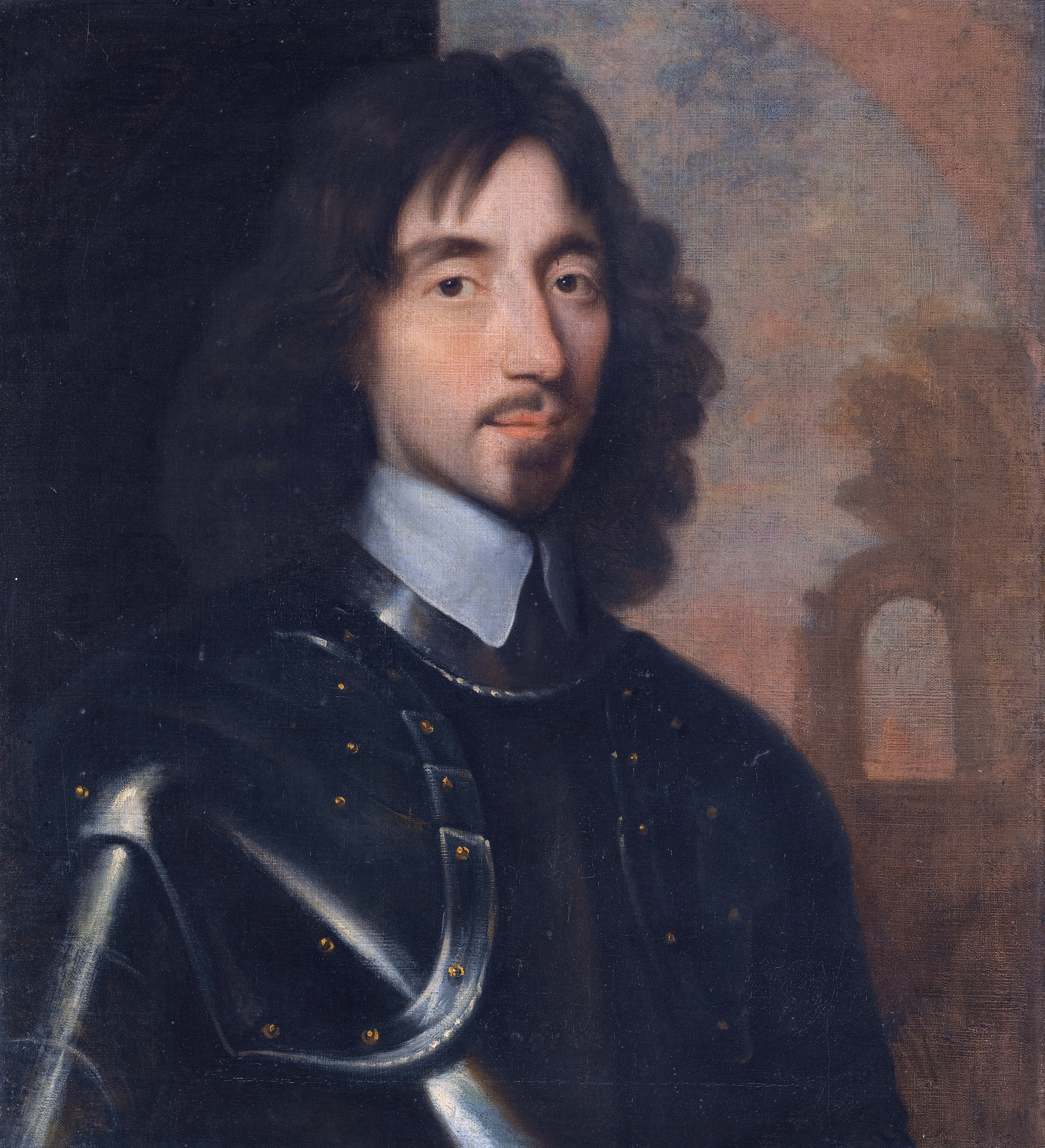
托马斯·费尔法克斯爵士，议会军指挥官

费尔法克斯已经在纳斯比以北一英里处的山脊上集结了他的军队，尽管其中一些在反向斜坡的山脊后面。五个半骑兵团被安排在议会军阵线的左边。菲利普·斯基彭少将率领的步兵位于阵线中央，阵线前方有五个团，还有三个团作为支援部队。一支由300名火枪手组成的枪队被部署到前线，后备队由爱德华·哈雷上校的两个连组成，由托马斯·普赖德中校指挥。圆颅党人的资料描述了还有11门大炮参与了战斗，大炮位于步兵团之间，但它们在战斗中发挥的作用很小。大炮的第一次齐射过高，而且骑士党和圆颅党的步兵在随后交战中离得太近，无法使用枪支或大炮。克伦威尔指挥的部队有六个半骑兵团，在整个阵线的右边。
议会军队占领了大约3.2公里长的阵线。他们包抄了骑士党的左翼，但他们自己的左翼和骑士党的右翼一样，都在苏尔比树篱上。在最后一刻，随着骑士党开始推进，克伦威尔派遣约翰·奥基上校率领的龙骑兵进入苏尔比树篱，在那里他们可以向鲁珀特骑兵的侧翼开火。骑兵的人数通常被报告为为1,000人，但对工资单的分析显示，龙骑兵总共不超过676人。

### 行动
战斗开始后，保皇派军率先出击，鲁珀特派出了阵线中部的步兵，而留下了骑兵部队，因为这样骑兵和步兵就可以同时连续地打击敌人。在双方进行肉搏战之前，只有一发步枪齐射的时间，经验丰富的骑士党步兵在近战中使用他们的剑和步枪的枪托给议会军造成大量伤亡。查尔斯一世的战争部长爱德华·沃克爵士说：“两边的步兵几乎没有看到对方，直到他们进入步枪射程内，所以只由一次齐射机会；我们的军队用剑和枪托给敌人造成大量伤亡，所以他们的步兵陷入一片混乱。”议会军指挥官菲利普·斯基彭被一颗子弹打伤，子弹打碎了他的盔甲并击中了他的肋骨，尽管他留在场上以防止恐慌蔓延，但议会军还是被迫撤退。
在议会军防线的左侧，对阵双方的骑兵部队在短暂的休整之后向对方阵地发起冲锋。议会军骑兵指挥官艾瑞顿的部队成功击退了骑士党人，他随后带领骑兵的一部分去援助陷入困境的议会军步兵。在支援过程中，议会军的骑兵被保皇派长枪兵驱散，而艾瑞顿本人则被打下马，腿部和面部受伤并被俘虏。与此同时，骑士党骑兵的第二波冲锋击溃了大部分议会骑兵。议会军最左边的一些的团由于龙骑兵的及时支援而没有遭受灭顶之灾，但其他部队的阵地则基本溃散，其中有一些部队逃跑至24公里外的北安普敦。整个骑士党右翼都致力于攻击议会军的骑兵，以至于没有留下后备部队。鲁珀特要么忽视了，要么无法及时地召回离开战场追击议会残兵的骑士党骑兵。
与此同时，克伦威尔领导下的议会右翼骑兵部队和骑士党的北方骑兵部队则陷入对峙，双方都不愿意向对方阵地冲锋以协助步兵的进攻，因为这样的话对方则有可能威胁他们的侧翼。最终，半小时后，骑士党的骑兵率先发起冲锋，克伦威尔的部队则开始迎击。骑士党骑兵指挥官兰代尔的士兵不仅被克伦威尔的部队包抄而且兵力明显不足。经过短暂的战斗，骑士党的北方骑兵被基本歼灭。 

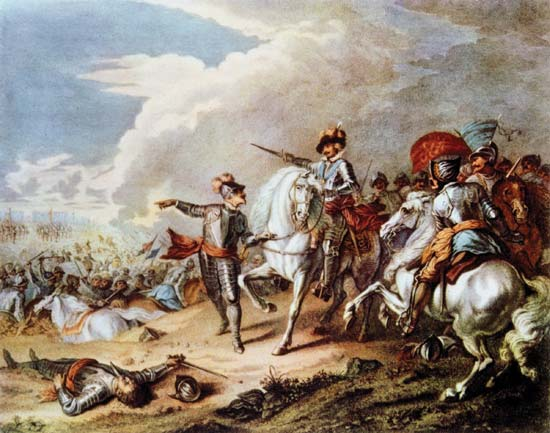
内斯比之战

与鲁珀特不同的是，克伦威尔大约有一半的侧翼未加入战斗，因为只有克伦威尔的先锋部队参与了打击兰代尔的战斗。他只派出了四个师（大约两个团）追击兰代尔，并将他的预备队转向骑士党中央阵地的左翼和后方。大约在同一时间，圆颅党指挥官奥基的龙骑兵向骑士党步兵的右翼发起进攻，艾瑞顿骑兵部队的残部也是如此。
一些被包围的骑士党步兵开始放下武器投降；其他人则试图突围。鲁珀特的蓝衣军团则继续坚守阵地，击退了所有来自议会军的进攻。一位目击者说：“国王的蓝色军团非常坚定地站在那里，没有动摇，就像一堵铜墙……”。最终，费尔法克斯率领他自己的步兵团和他的骑兵团加上支援部队从四面八方向蓝衣军团发起攻击。 最终骑士党的阵地被攻破了，据说费尔法克斯亲自夺取了他们的旗帜。 
在战斗的某个阶段，国王试图带领他的支援骑兵部队拯救他的中央阵地或对克伦威尔的士兵进行反击，但被苏格兰贵族康沃斯伯爵阻止。康沃斯抓住了查尔斯的缰绳，对他说：“你想去死吗？”看见国王撤退后，支援的骑兵部队也慌乱的后退了数百码。
在议会军的防线后面，鲁珀特的手下已经到达了内斯比和圆颅党人的后勤基地。议会营地的卫兵拒绝投降，无奈的鲁珀特最终召集了他的手下，带领他们回到了战场。但在这个时候拯救骑士党步兵的残余已经太晚了，鲁珀特无法让他的士兵再次发起冲锋。费尔法克斯停下来重新组织他的队伍，当他继续前进时，鲁珀特的骑兵撤离了战场。
费尔法克斯的部队追赶向北逃往莱斯特的骑士党残兵。许多骑士党人因为错误地沿着他们认为是通往莱斯特的主要道路进入马斯顿特拉塞尔村的教堂墓地而被屠杀。议会军在追击途中还砍死了至少100名女性，她们被误认为是爱尔兰人，尽管她们很可能是威尔士人。

## 后续

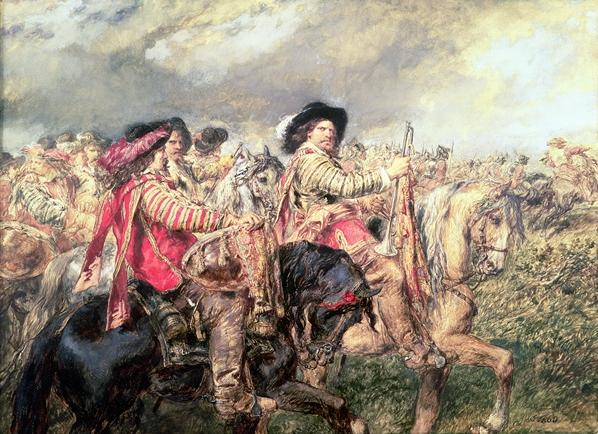
战后的骑士党骑兵，约翰·吉尔伯特爵士于1860年绘制

费尔法克斯带领议会军于6月18日收复了莱斯特城。随后他立即率军解救汤顿，攻占骑士党控制的西部地区。骑士党军队在康沃尔的特鲁罗投降，而包括霍普顿勋爵、威尔士亲王、爱德华·海德爵士和卡佩尔勋爵在内的主要骑士党指挥官则从法尔茅斯逃往泽西岛。
骑士党的主要军事力量在纳斯比被彻底击溃。国王失去了他的精锐步兵部队（包括500名军官）、所有的大炮和许多武器。因此，他缺乏资源来再次组建一支如此优秀的军队，在纳西比之后，骑士党如同任人宰割的羔羊，再也没办法对议会军发起有组织的反击。
议会军还缴获了国王的私人文件，信件表明他打算通过寻求爱尔兰天主教联盟和欧洲天主教国家的支持。通过发表这封信，议会获得了许多将战争打到最后的支持。一年之内，第一次英国内战以议会的军事胜利告终。

## 资料来源
- Cotton, ANB. . History. 1975, 62 (205). JSTOR 24411238.
- . The Naseby Battlefield Project Limited. 2007  [2009-01-22]. （原始内容存档于2009-01-24）.
- . National Army Museum.   [2019-08-23]. （原始内容存档于2021-09-18）. Engraving by Streeter, from Joshua Sprigge's Anglia Rediviva (England's Recovery), published by John Partridge, 1647
- Ede-Borrett, Stephen. . Journal of the Society for Army Historical Research. 2009, 87 (351). JSTOR 44231688.
- Evans, Martin Marix. . Bloomsbury USA. 2007  [2021-09-18]. ISBN 978-1-84603-078-9. （原始内容存档于2021-11-16）.
- Foard, Glenn. . Pen & Sword Military. 1995. ISBN 1-84415-132-8.
- Lewis, S. . British History Online (London). 1848  [2021-09-18]. （原始内容存档于2020-06-24）.
- Macaulay, Thomas Babington. Frank Sidgwick , 编. . Cambridge: University Press. 1914  [2021-09-18]. （原始内容存档于2021-10-17）.
- Raymond, Joad. . Cambridge University Press. 2006  [2021-09-18]. ISBN 978-0-521-02877-6. （原始内容存档于2021-09-18）.
- Roberts, Keith. . Pen & Sword Books. 2005. ISBN 1-84415-094-1.
- Rogers, H. C. B. . Seeley Service & Co. 1968.
- Royle, Trevor. . Abacus. 2004. ISBN 978-0-349-11564-1.
- Young, Peter. . Journal of the Society for Army Historical Research. 1939, 18 (69). JSTOR 44219782.
- Young, Peter; Holmes, Richard. . Ware, Hertfordshire: Wordsworth Editions. 2000. ISBN 1-84022-222-0.
- Wedgwood, Veronica.  2001. Penguin. 1958. ISBN 978-0-14-139072-7.